# یوزف تربوون
یوزف آنتونیوس هاینریش تربوفن (به آلمانی: Josef Terboven) (زاده ۲۳ می ۱۸۹۸ - مرگ ۸ می ۱۹۴۵)یک سیاستمدار آلمانی و از سال ۱۹۲۸ تا سال ۱۹۴۰ گولایتر اسن بود.

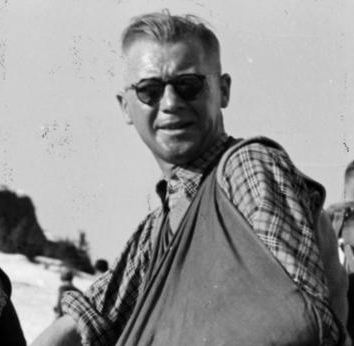
تربووفن در سال ۱۹۴۲